# Айзас (приток Мрассу)
Айзас — река в России, протекает по Таштагольскому району Кемеровской области. Устье реки находится в 276 км от устья реки Мрассу по правому берегу. Длина реки составляет 21 км.

## Данные водного реестра
По данным государственного водного реестра России относится к Верхнеобскому бассейновому округу, водохозяйственный участок реки — Томь от истока до города Новокузнецк, без реки Кондома, речной подбассейн реки — Томь. Речной бассейн реки — (Верхняя) Обь до впадения Иртыша.

## Топографическая карта
- Лист карты N-45-XXXV. Масштаб: 1 : 200 000. Указать дату выпуска/состояния местности.